# 奥伯湖 (阿罗萨)
46°47′04″N 9°40′53″E / 46.78444°N 9.68139°E

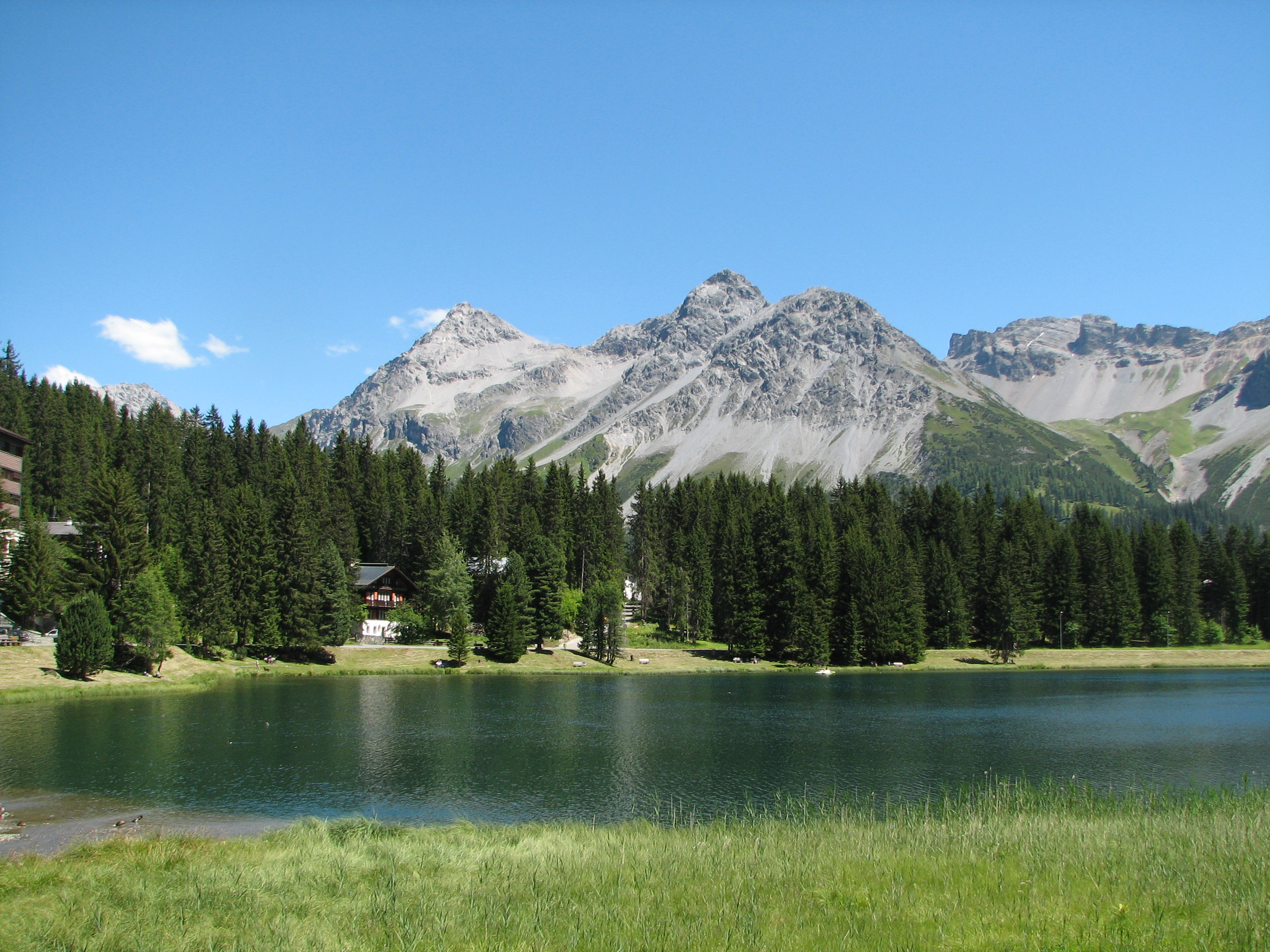

奥伯湖（Obersee），是瑞士的湖泊，位於該國東南部，由格勞賓登州負責管轄，處於阿羅薩，長0.4公里、寬0.3公里，面積0.07平方公里，海拔高度1,734米，平均水深7.3米，最大水深13米。